# Alexander Rutsch
Alexander Rutsch (* 30. August 1916 in Petrograd; † 27. November 1997 in New York) war ein österreichischer Porträtmaler und -zeichner.
Rutsch studierte an den Kunstakademien in Belgrad und Wien. Seit 1952 lebte er in Paris, seit 1968 in New York.

## Werke
- Damenbildnis (schwarze Kreide) in der Galerie der Akademie der bildenden Künste Wien